# Brouch (kanton Mersch)
Brouch (lb. Bruch) – wieś (Uertschaft) we wschodnim Luksemburgu, w kantonie Mersch, w gminie Helperknapp. Do 3 października 2015 miejscowość leżała w dystrykcie Luksemburg, a do 31 grudnia 2017 należała do gminy Boevange-sur-Attert. Liczy 61 mieszkańców (31 grudnia 2022). 